# Dekanat Stafford
Dekanat Stafford – jeden z 18 dekanatów rzymskokatolickiej archidiecezji Birmingham w Wielkiej Brytanii. W jego skład wchodzi 13 parafii.

## Lista parafii
| Lp. | Miejscowość   | Parafia                                                                | Kościół                                                                        | Grafika |
| --- | ------------- | ---------------------------------------------------------------------- | ------------------------------------------------------------------------------ | ------- |
| 1   | Stone         | Parafia Niepokalanego Poczęcia Najświętszej Maryi Panny i św. Dominika | Kościół Niepokalanego Poczęcia Najświętszej Maryi Panny i św. Dominika w Stone |         |
| 2   | Hednesford    | Parafia Najświętszej Maryi Panny z Lourdes                             | Kościół Najświętszej Maryi Panny z Lourdes w Hednesford                        |         |
| 3   | Swynnerton    | Parafia Wniebowzięcia Najświętszej Maryi Panny                         | Kościół Wniebowzięcia Najświętszej Maryi Panny w Swynnerton                    |         |
| 4   | Eccleshall    | Parafia Najświętszego Serca Jezusowego                                 | Kościół Najświętszego Serca Jezusowego w Eccleshall                            |         |
| 5   | Stafford      | Parafia św. Anny                                                       | Kościół św. Anny w Stafford                                                    |         |
| 6   | Stafford      | Parafia św. Austina                                                    | Kościół św. Austina w Stafford                                                 |         |
| 7   | Great Haywood | Parafia św. Jana Chrzciciela                                           | Kościół św. Jana Chrzciciela w Great Haywood                                   |         |
| 8   | Rugeley       | Parafia św. Józefa i św. Etheldredy                                    | Kościół św. Józefa i św. Etheldredy w Rugeley                                  |         |
| 9   | Uttoxeter     | Parafia Najświętszej Maryi Panny                                       | Kościół Najświętszej Maryi Panny w Uttoxeter                                   |         |
| 10  | Cannock       | Parafia Najświętszej Maryi Panny i św. Tomasza Morusa                  | Kościół Najświętszej Maryi Panny i św. Tomasza Morusa w Cannock                |         |
| 11  | Stafford      | Parafia św. Patryka                                                    | Kościół św. Patryka w Stafford                                                 |         |
| 12  | Marchington   | Parafia św. Tomasza Becketta                                           | Kościół św. Tomasza Becketta w Marchington                                     |         |
| 13  | Brewood       | Parafia Najświętszej Maryi Panny                                       | Kościół Najświętszej Maryi Panny w Brewood                                     |         |